# Konvencija o kemijskom oružju

Konvencija o kemijskom oružju (CWC) (Eng. Chemical Weapons Convention) je globalni međunarodni sporazum o zabrani oružja za masovno uništavanje čije je puno ime Konvencija o zabrani razvijanja, proizvodnje, stvaranja zaliha i korištenja kemijskog oružja, te o njegovu uništenju.
Konvencija je stupila na snagu 1997. kada je formalno započeo rad  Organizacije za zabranu kemijskog oružja (OPCW) koja je izvršno tijelo samo ove konvencije i nije vezana za UN. Sukladno odredbama Konvencije, sve zemlje koje su deklarirale posjed kemijskog oružja obvezale su se uništiti ga.
Konvencija o kemijskom oružju u članku 2, odlomak 1 definira kemijsko oružje kao:
"Kemijsko oružje znači sljedeće, zajedno ili posebno:
(a) Bojni otrovi i njihovi prekurzori, izuzev kad su namijenjeni za svrhe koje nisu zabranjene ovom konvencijom, 
tako dugo dok su tipovi i količine u skladu s tim svrhama;
(b) Vojna oprema i uređaji, posebno dizajnirani da izazovu smrtnu ili drugu ozljedu otrovnim svojstvima tih bojnih otrova specificirani su u podparagrafu, koji bi bili objavljeni kao rezultat upotrebe takve vojne opreme i uređaja;
(c) bilo koja oprema specijalno namijenjena za direktnu upotrebu vojne opreme i uređaja koji su specificirani u podparagrafu (b.)."
Republika Hrvatska je pristupila Konvenciji u travnju 1995., a potom je osnovano i nacionalno povjerenstvo. Predstavnici RH sudjeluju u tečajevima, seminarima i vježbama sukladno Konvenciji.